# Construção

El autor Chico Buarque en 1970.

Construção es una canción del cantante y compositor brasileño Chico Buarque, lanzada en 1971 por su álbum del mismo nombre. Junto con "Pedro Pedreiro", es considerada una de las canciones más emblemáticas de la faceta crítica del compositor, y puede entenderse como testimonio doloroso de las relaciones degradantes entre el capital y el trabajo.
La letra fue compuesta en versos dodecasílabos, que siempre terminan en una palabra esdrújula. Los 17 versos de la primera parte (cuatro cuartetos, además de una copia de los resultados) son prácticamente los mismos diecisiete que componen la segunda parte, cambiando sólo la última palabra. Los arreglos son del maestro Rogério Duprat, en una melodía repetitiva, inicialmente desarrollada sobre dos acordes. La música, sin embargo, es mucho más compleja en armonía.
La canción se compuso en uno de los períodos más duros de la dictadura militar en Brasil, a pesar de la censura y la persecución política. Chico Buarque regresó de Italia en marzo de 1970, el país donde vivió desde principios de 1969, para tomar distancia voluntaria de la represión política brasileña. 

## Críticas
Al músico brasileño Tom Jobim le encantó la canción. Según su hijo Paulo Jobim, su padre llegó a recortar la letra de la canción, publicada en un periódico de la época, y la pegó en un cuaderno. Helena Jobim confirmó el entusiasmo de su hermano: "Comentó la perfección de la letra, en la que Chico [Buarque] utiliza palabras esdrújulas con rara maestría."
Conocido por sus posiciones de derecha, el periodista David Nasser llegó un día a alabar la canción, en un pasaje de un artículo, hablando de la insistencia en esdrújulas, añadiendo un verso más: "Médici, nuestro presidente."
Para Jairo Severiano y Zuza Homem de Mello , "Construção" tiene "una notable letra, de rara calidad para una canción popular."
En 2001, el periódico Folha de São Paulo, en una encuesta de 214 votantes (incluyendo periodistas, músicos y artistas de Brasil), eligió "Construção" como “la segunda mejor canción brasileña de todos los tiempos” - después de Águas de Março, de Tom Jobim. En una elección en 2009, impulsada por la versión brasileña de la revista Rolling Stone, "Construção" fue votada como “la mejor canción brasileña de todos los tiempos”.